# 1. SK 프로스테요프
1. SK 프로스테요프(체코어: 1. SK Prostějov)는 체코 프로스테요프를 연고로 하는 축구단이다. 1904년에 창단되었으며, 1930년대와 1940년대에 체코슬로바키아 1부 리그에 참가했다. 이 기간동안 구단은 세 번 3위에 올랐고, 두 번이 유럽 대회에 참가했다.

## 역대 감독
| 감독            | 임기        |
| --------------- | ----------- |
| 카렐 브뤼크네르 | 1979 ~ 1981 |